# Bahnhöfe in Feucht
Der mittelfränkische Markt Feucht im Landkreis Nürnberger Land besitzt einen Bahnhof, zwei Haltepunkte und einen ehemaligen Haltepunkt.

## Bahnhof Feucht
Der Bahnhof Feucht ist neben dem Haltepunkt Feucht Ost und Feucht-Moosbach eine von drei Bahnstationen im mittelfränkischen Markt Feucht. Der Bahnhof bildet einen regionalen Knotenpunkt im Landkreis Nürnberger Land. Seit 2010 wird der Bahnhof Feucht nur noch von Zügen der S-Bahn Nürnberg bedient.

### Geschichte
Der Bahnhof Feucht wurde mit der Inbetriebnahme der (zunächst eingleisigen) Bahnstrecke Nürnberg–Regensburg im Jahre 1871 eröffnet. Der fahrplanmäßige Betrieb wurde am 1. Dezember 1871 aufgenommen. Dadurch erhielt Feucht wirtschaftliche Impulse.
1878 wurde die eingleisige Bahnstrecke Feucht–Altdorf eröffnet, am 1. August 1886 folgte die Bahnstrecke Feucht–Wendelstein. Zwischen 1894 und 1896 wurde die Strecke Nürnberg–Regensburg um ein zweites Gleis erweitert und 1950 elektrifiziert.
Ab 1934 wurde im Reichswald bei Feucht eine Munitionsanstalt (Muna) errichtet, die auch einen eigenen Bahnanschluss vom Bahnhof Feucht bekam. Große Mengen Munition wurden dort verarbeitet und gelagert.
Während des Zweiten Weltkrieges wurde der Bahnhof Feucht Ziel einiger Bombenangriffe. Nach dem Krieg wurden in der Munitionsanstalt die Bunker und einige Munitionsbestände der Amerikaner gesprengt. Im Sommer 1946 entstanden dabei wiederholt Waldbrände, wovon am 4. Mai 1946 ein Waldbrand außer Kontrolle geriet. Viel Munition sowie ein Güterzug mit 300 Gefechtsköpfen der V2-Raketen explodierten, 50 Gebäude wurden zerstört. Wegen Gasgefahr wurde der gesamte Ort evakuiert.
Am 22. Mai 1955 wurde der Personenverkehr auf der Stichstrecke nach Wendelstein eingestellt. Mit Einstellung des Güterverkehrs 1960 wurde die gesamte Strecke bis auf einen Überrest von etwa 200 Metern Länge, welcher heute noch als Nebengleis des Bahnhofs Feucht dient, abgebaut.
S-Bahn Nürnberg
Im Rahmen der ersten Baustufe der Nürnberger S-Bahn wurde parallel zur Bahnstrecke Nürnberg–Regensburg die Bahnstrecke Nürnberg–Feucht errichtet, welche am 21. November 1992 eröffnet wurde. Gleichzeitig wurde die Bahnstrecke Feucht–Altdorf in das S-Bahn-Netz integriert.
Mit dem Fahrplanwechsel am 10. Dezember 2023 änderten sich die Linienbezeichnungen sowie die Linienführungen bei der S-Bahn-Nürnberg. Feucht ist seitdem mit der Linie S1 (vormals S3) an Neumarkt (Oberpfalz), Nürnberg, Fürth, Erlangen und Bamberg und mit der Linie S3 (vormals S2) an Nürnberg und Altdorf angebunden.

### Infrastruktur
Der Bahnhof Feucht besitzt ausgedehnte Gleisanlagen. Der Personenverkehr wird an fünf Bahnsteiggleisen (ein Haus- und zwei Mittelbahnsteige) abgewickelt. Die S-Bahnen Richtung Nürnberg verkehren in der Regel vom äußersten Bahnsteiggleis 5, Richtung Altdorf und Neumarkt vom gegenüber liegenden Gleis 4, einzelne Fahrten Richtung Neumarkt verkehren über Gleis 2. Der Hausbahnsteig (Gleis 1) und Gleis 3 werden planmäßig nicht genutzt, diese Gleise dienen in der Regel dem durchfahrenden Verkehr. Des Weiteren gibt es ein Durchfahrtsgleis (6), ein Stumpfgleis und einige Nebengleise. Betrieblich werden diese Gleise als 101 ff. gezählt.
Östlich des Bahnhofs, an der Ausfädelung der Strecke nach Altdorf, befindet sich ein Wendegleis für die hier endenden S-Bahnen. Dieses wird planmäßig an Werktagen von der S3 genutzt, aber auch im Störungsfall für die S1 verwendet.
1980 wurde das ursprüngliche, dreigeschossige Empfangsgebäude abgerissen, das heutige eingeschossige Empfangsgebäude ist ein schlichter, traufständiger Bau mit Satteldach, der über ein Vordach am Hausbahnsteig verfügt. Auf Höhe des Ostendes der Bahnsteige befindet sich ein 1871 erbautes Streckenwärterhaus. Der zweigeschossige schmale Sandsteinquaderbau mit Flachsatteldach ist entwidmet und steht unter Denkmalschutz.
Im Zuge der Erweiterung des S-Bahn-Netzes im Dezember 2010 um die Strecke von Feucht nach Neumarkt (Oberpfalz) wurde der Bahnsteig 2 (Gleise 2 und 3) auf die S-Bahn-üblichen Standardanforderungen (140 Meter lange und 76 Zentimeter hohe Bahnsteige mit barrierefreien Zugängen) gebracht und mit einem Aufzug versehen. Planmäßig wird dieser Bahnsteig seit 2024 nur noch für wenige Fahrten genutzt, die stadtauswärtigen Züge aller Linien halten seitdem, bis auf wenige Ausnahmen im Nachtverkehr oder im Verspätungsfall, in der Regel auf Gleis 4.
Zum Fahrplanwechsel im Dezember 2020 wurden die bisher auf der Strecke Roth–Nürnberg–Altdorf eingesetzten x-Wagen durch Triebzüge des Typs Talent 2 ersetzt. 
Seit Umsetzung der Betriebsstufe 2 fahren diese Züge auf der S1, auf der S3 erfolgt der Einsatz von Triebzügen der Baureihe 1440. 
Um einen stufenfreien Einstieg in die neuen Fahrzeuge zu ermöglichen, wurden die Bahnsteige an den Gleisen 4 und 5 im Sommer 2023 von 96 cm auf 76 cm abgesenkt.
| Gleis | Nutzbare Länge | Bahnsteighöhe | Nutzung                                                           |
| ----- | -------------- | ------------- | ----------------------------------------------------------------- |
| 1     | 170 m          | 38 cm         | durchgehendes Hauptgleis in Richtung Regensburg                   |
| 2     | 170 m          | 76 cm         | S-Bahn-Linie 1 in Richtung Neumarkt (Oberpfalz), einzelne Fahrten |
| 3     | 195 m          | 76 cm         | durchgehendes Hauptgleis in Richtung Nürnberg                     |
| 4     | 145 m 82 m     | 76 cm 36 cm   | S-Bahn-Linie 1 nach Neumarkt S-Bahn-Linie 3 nach Altdorf          |
| 5     | 145 m 82 m     | 76 cm 36 cm   | S-Bahn-Linien 1 und 3 in Richtung Nürnberg                        |

Nördlich der Gleisanlagen befindet sich ein P+R-Platz mit über 200 Stellplätzen. Dahinter, in der Nürnberger Straße, wurde für die Buslinie 50 (Nürnberg Langwasser-Mitte – Feucht Am Reichswald) eine Haltestelle eingerichtet, welche auch von den Nachtbussen der Linie N15 bedient wird. Im südlichen Bereich, neben dem Empfangsgebäude, befindet sich eine Busbucht samt Wendeschleife, an der die Buslinien 502 (Gsteinach – Feucht – Wendelstein Gymnasium) und 678 (Feucht – Schwabach) verkehren.
Im Rahmen einer 2026 geplanten „Generalsanierung“ sollen Überleitgeschwindigkeiten im Bahnhof Feucht von 60 auf 80 km/h erhöht werden. Laut einer im Oktober 2024 veröffentlichten und auf Januar 2024 datierten Maßnahmenübersicht soll im Zuge der Generalsanierung etwa die Hälfte der Weichen und einzelne weitere Gleise im Bahnhof erneuert werden. Ferner soll ein Schaltposten neu gebaut und begleitende Anpassungen an der Bahnenergieversorgung erfolgen.

### Betrieb
Feucht ist in den Verkehrsverbund Großraum Nürnberg (VGN) integriert. Seit 2010 halten am Feuchter Bahnhof nur noch S-Bahnen. Der Nürnberger Hauptbahnhof ist mit der S-Bahn in neun Minuten (S1) bzw. 16 Minuten (S3) erreichbar. In der Gegenrichtung erreicht man mit der S-Bahn-Linie S3 die Nachbarstadt Altdorf, mit der S-Bahn-Linie S1 Burgthann und Neumarkt. Während der Hauptverkehrszeit werden montags bis freitags beide Linien zu einem 20-Minuten-Takt verdichtet, wobei tagsüber einige Fahrten der S3 bereits in Feucht enden.
| Linie | Verlauf | Takt                                                                 |
| ----- | --- | -------------------------------------------------------------------- |
| S3    | Nürnberg Hbf – Nürnberg-Dürrenhof – Nürnberg-Gleißhammer – Nürnberg-Dutzendteich – Nürnberg Frankenstadion – Fischbach (Nürnberg) – Feucht – Feucht-Moosbach – Winkelhaid – Ludersheim – Altdorf West – Altdorf Stand: Fahrplanwechsel Dezember 2023 | 20/40 min 20 min (HVZ und Nürnberg–Feucht montags–freitags tagsüber) |
| S1    | Bamberg – Strullendorf – Hirschaid – Buttenheim – Eggolsheim – Forchheim (Oberfr – Kersbach (Oberfranken) – Baiersdorf – Bubenreuth – Erlangen – Erlangen Paul-Gossen-Straße – Erlangen-Bruck – Eltersdorf – Vach – Fürth Klinikum – Fürth Hbf – Nürnberg Rothenburger Str. – Nürnberg-Steinbühl – Nürnberg Hbf – Feucht – Feucht-Ost – Ochenbruck – Mimberg – Burgthann – Oberferrieden – Postbauer-Heng – Pölling – Neumarkt (Oberpf) Stand: Fahrplanwechsel Dezember 2023 | 60 min (Bamberg–Forchheim) 20/40 min (Forchheim–Neumarkt)            |

## Haltepunkt Feucht Ost

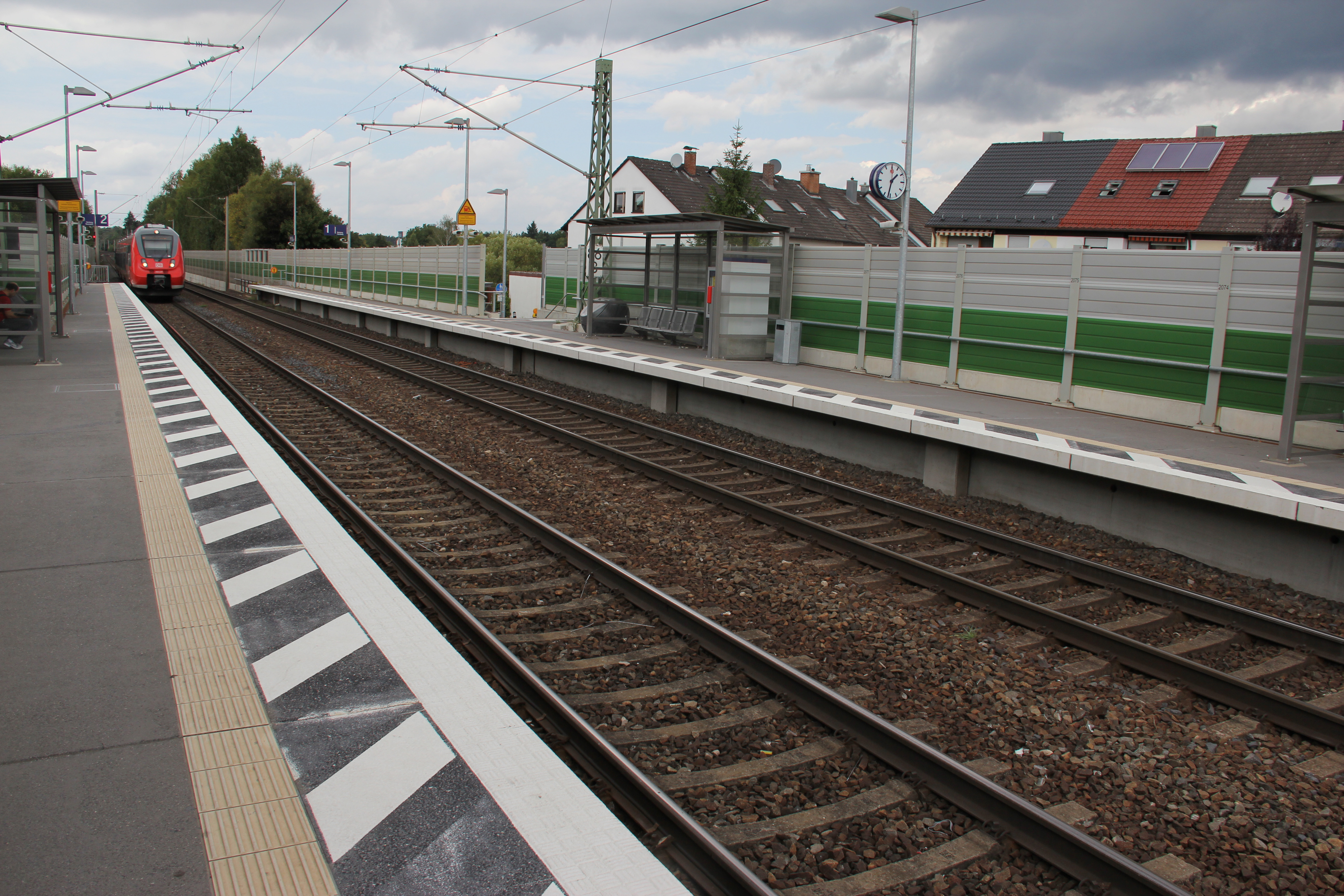
S-Bahn-Station Feucht Ost

Der Haltepunkt Feucht Ost (IBNR: 8001988) liegt an der Bahnstrecke Nürnberg–Regensburg und wurde im Rahmen der Erweiterung der S-Bahn Nürnberg am 12. Dezember 2010 in Betrieb genommen.

## Haltepunkt Feucht-Moosbach
Am 27. November 1987 wurde der eingleisige Haltepunkt Moosbach (IBNR: 8002520) im Zuge der zweiten Stufe der S-Bahn-Erweiterung der S-Bahn Nürnberg eröffnet und bis zur Übernahme durch die S2 im November 1992 von den bisherigen Nahverkehrszügen bedient.

## Haltepunkt Feucht West (Machbarkeit wird untersucht)
Im Rahmen der Studie Ausbauprogramm S-Bahn Nürnberg (AuSbauNü) der Bayerischen Staatsregierung wird ein möglicher neuer Haltepunkt Feucht West auf Höhe der Autobahnraststätte Feucht an der A9 untersucht. Der Haltepunkt mit großzügiger P+R-Anlage soll die Orte Röthenbach bei St. Wolfgang, Wendelstein und Schwarzenbruck besser an das Netz der S-Bahn Nürnberg anbinden.

## Hahnhof (aufgegeben)
Der Haltepunkt Hahnhof war bis zum 27. November 1987 in Betrieb. Er wurde im Zuge des Umbaues der Strecke zu einer S-Bahn-Linie aufgegeben und durch den Haltepunkt Feucht-Moosbach ersetzt, der nur wenige hundert Meter westlich, aber wesentlich günstiger zur Bebauung des Ortes liegt. Die Anlagen wurden nach der Schließung abgebaut.